# Léon Furnémont
Léon Furnémont, né le 17 avril 1861 à Charleroi et mort le 2 avril 1927 à Saint-Gilles (Bruxelles-Capitale), est un homme politique wallon, membre du Parti ouvrier belge.
Après des études au collège communal de Nivelles, il fréquente l'« École des mines » de Liège, avant de finir docteur en droit en 1884 (ULB). Avocat de profession, il fonda en 1879 le Cercle des étudiants progressistes de Liège. Par la suite, il fut président de la Société générale des étudiants et vice-président de l'Association libérale de Bruxelles (1892). Furnémont fut également président du Cercle des Soirées populaires rationalistes (1884-1889), fondateur et rédacteur de La Raison, président de la Libre Pensée de Bruxelles (1890-1992 et 1897-1910). Il fut élu conseiller communal libéral-progressiste de Bruxelles (1891-1995).
En 1893, il passa avec d'autres dont Max Hallet et Georges Grimard de l'Association Libérale de Bruxelles au parti ouvrier belge, pour lequel il fut conseiller communal de Bruxelles (1895-1903) et élu député de l'arrondissement de Charleroi (1894-1904) et de Namur (1906-1913). À cette époque, il fut secrétaire général de la Fédération internationale de la libre pensée (1900) et de la coopérative L'Orphelinat rationaliste d'Uccle.
Franc-maçon, il fut membre de la loge « Les Amis philanthropes » du Grand Orient de Belgique, à Bruxelles.

## Sources
1. ↑  « FURNÉMONT Léon, Louis. [Belgique] – Maitron » (consulté le 1er juin 2025)

- Bio sur ODIS
- Inventaire de ses archives